# Antoon Beck
Antoon Jozef Kamiel Corneel Beck (Poperinge, 2 januari 1909 - Ronse, 18 augustus 1993) was een Belgisch chirurg en senator.

## Levensloop
Beck volbracht zijn middelbare studies in het college van Poperinge, waar hij lid was van het AKVS.
Van 1928 tot 1934 studeerde hij aan de Katholieke Universiteit Leuven, waar hij lid was van het KVHV en werd doctor in de geneeskunde. Van 1934 tot 1941 was hij assistent heelkunde bij professor Appelmans. Gemobiliseerd in 1940, nam hij deel aan de Achttiendaagse Veldtocht en was een tijdje krijgsgevangen. Hij trouwde in 1942 met Yvonne Vandenbussche (1920-2011) en het echtpaar kreeg acht kinderen. Beck werd chirurg in Ronse. 
Hij begon ook aan een politieke loopbaan. In 1958 werd hij CVP-gemeenteraadslid in Ronse en voorzitter van zijn fractie. 
Vervolgens werd hij senator voor de CVP, eerst als verkozene door het arrondissement Oudenaarde-Aalst (1965-1968), vervolgens als provinciaal senator (1968-1971).